# Alumnförening
En alumnförening organiserar alumner, personer som har examen från ett lärosäte.